# Italian Hockey League Women 2019-2020
Il Campionato italiano femminile di hockey su ghiaccio 2019-2020, ufficialmente Italian Hockey League Women 2019-2020, è la trentesima edizione di questo torneo, organizzato dalla FISG, la terza con la nuova denominazione.
Il torneo è stato cancellato durante i play-off a causa della pandemia di COVID-19, ed il titolo non è stato assegnato.

## Partecipanti
Sono scese a cinque le squadre partecipanti. Non si sono iscritte né il Como, che si era ritirato nella stagione precedente a campionato appena iniziato, né le campionesse in carica dell'Alleghe Hockey Girls, che hanno perso per diversi motivi molte giocatrici, e non sono riuscite a mettere assieme un roster sufficientemente ampio, né le Torino Bulls, che hanno dato forfait nel corso dell'estate. Nuove iscritte sono la compagine femminile dell'HC Valdifiemme e le Girls Project, sezione femminile dell'HC Aosta Gladiators, che va a coprire il vuoto lasciato nell'Italia nord-occidentale dalla scomparsa delle squadre lombarde e piemontesi.
 Dobbiaco F.
 EV Bozen Eagles
 Girls Project
 Lakers
 Valdifiemme F.

## Formula
Nella prima fase della regular season, disputata tra ottobre e dicembre 2019, le squadre si incontrano in un girone di andata e ritorno. Nella seconda fase, viene invece disputato un girone di sola andata, con la classifica al termine della prima fase che determina quali incontri ciascuna squadra dovrà disputare in casa e quali in trasferta.
La squadra ultima classificata al termine della seconda fase della regular season viene eliminata, mentre le altre quattro hanno accesso alle semifinali dei play-off (1ª contro 4ª e 2ª contro 3ª).
Le semifinali vengono giocate al meglio delle tre gare, con la prima gara disputata in casa della squadra peggio classificata al termine della regular season, e la seconda e l'eventuale terza in casa della meglio classificata. La finale per il terzo posto tra le due squadre sconfitte in semifinale verrà disputata in gara unica, mentre la finale per lo scudetto seguirà le medesime modalità della semifinale: serie l meglio dei tre incontri, con la prima gara disputata in casa della squadra peggio classificata al termine della regular season, e la seconda e l'eventuale terza in casa della meglio classificata.
Tanto durante la regular season che durante i play-off non sono previsti pareggi: in caso di punteggio in parità al termine dei tre tempi regolamentari viene disputato un tempo supplementare da 20 minuti con un numero di giocatrici ridotto (4 contro 4), con la regola del golden gol. Nel caso nessuna delle due squadre segni, la vittoria verrà assegnata ai tiri di rigore.

## Regular season

### Prima fase
| Squadre         | EV Bozen Eagles          | Dobbiaco F.               | Girls Project             | Lakers                   | Valdifiemme               |
| --------------- | ------------------------ | ------------------------- | ------------------------- | ------------------------ | ------------------------- |
| EV Bozen Eagles |                          | 12:0 referto (15/10/2019) | 18:0 referto (07/12/2019) | 5:1 referto (20/10/2019) | 10:1 referto (06/10/2019) |
| Dobbiaco F.     | 2:7 referto (21/12/2019) |                           | 4:0 referto (02/11/2019)  | 3:5 referto (30/11/2019) | 8:4 referto (19/10/2019)  |
| Girls Project   | 0:8 referto (16/11/2019) | 1:9 referto (27/12/2019)  |                           | 1:8 referto (05/10/2019) | 1:5 referto (21/12/2019)  |
| HC Lakers       | 0:3 referto (03/11/2019) | 7:0 referto (26/10/2019)  | 5:2 referto (23/11/2019)  |                          | 7:1 referto (08/12/2019)  |
| Valdifiemme F.  | 2:6 referto (27/10/2019) | 4:3 referto (23/11/2019)  | 10:3 referto (26/10/2019) | 4:3 referto (16/11/2019) |                           |

Legenda: d.t.s.= dopo i tempi supplementari; d.r.= dopo i tiri di rigore

#### Classifica al termine della prima fase
|    |                 |       |    |   |     |     |   |    |    |
|    | Squadre         | Punti | PG | V | VOT | POT | P | GF | GS |
| 1. | EV Bozen Eagles | 24    | 8  | 8 | 0   | 0   | 0 | 69 | 6  |
| 2. | Lakers          | 15    | 8  | 5 | 0   | 0   | 3 | 36 | 19 |
| 3. | Valdifiemme F.  | 12    | 8  | 4 | 0   | 0   | 4 | 31 | 41 |
| 4. | Dobbiaco F.     | 9     | 8  | 3 | 0   | 0   | 5 | 29 | 40 |
| 5. | Girls Project   | 0     | 8  | 0 | 0   | 0   | 8 | 8  | 67 |

### Seconda fase
| Squadre         | EV Bozen Eagles          | Dobbiaco F.              | Girls Project             | Lakers                    | Valdifiemme              |
| --------------- | ------------------------ | ------------------------ | ------------------------- | ------------------------- | ------------------------ |
| EV Bozen Eagles |                          |                          | 14:0 referto (16/02/2020) | 10:1 referto (23/02/2020) |                          |
| Dobbiaco F.     | 3:5 referto (19/02/2020) |                          | 4:2 referto (25/01/2020)  |                           |                          |
| Girls Project   |                          |                          |                           | 0:5 referto (01/02/2020)  | 3:7 referto (22/02/2020) |
| HC Lakers       |                          | 3:0 referto (18/01/2020) |                           |                           | 5:2 referto (15/02/2020) |
| Valdifiemme F.  | 1:6 referto (02/02/2020) | 3:6 referto (01/02/2020) |                           |                           |                          |

Legenda: d.t.s.= dopo i tempi supplementari; d.r.= dopo i tiri di rigore

### Classifica della regular season
|    |                 |       |    |    |     |     |    |     |    |
|    | Squadre         | Punti | PG | V  | VOT | POT | P  | GF  | GS |
| 1. | EV Bozen Eagles | 36    | 12 | 12 | 0   | 0   | 0  | 104 | 11 |
| 2. | Lakers          | 24    | 12 | 8  | 0   | 0   | 4  | 50  | 61 |
| 3. | Dobbiaco F.     | 15    | 12 | 5  | 0   | 0   | 7  | 42  | 53 |
| 4. | Valdifiemme F.  | 15    | 12 | 5  | 0   | 0   | 7  | 44  | 61 |
| 5. | Girls Project   | 0     | 12 | 0  | 0   | 0   | 12 | 13  | 97 |

## Play-off

### Tabellone
|  | Semifinali | Semifinali      | Semifinali      | Semifinali      | Semifinali  |  |  | Finale | Finale | Finale | Finale | Finale |  |
|  |            |                 |                 |                 |             |  |  |        |        |        |        |        |  |
|  | 1          | EV Bozen Eagles | EV Bozen Eagles | EV Bozen Eagles | 7           |  |  |        |        |        |        |        |  |
|  | 4          | Valdifiemme F.  | Valdifiemme F.  | Valdifiemme F.  | 1           |  |  |        |        |        |        |        |  |
|  | 2          | Lakers          | Lakers          | Lakers          | Lakers      |  |  |        |        |        |        |        |  |
|  | 3          | Dobbiaco F.     | Dobbiaco F.     | Dobbiaco F.     | Dobbiaco F. |  |  |        |        |        |        |        |  |

Legenda: † - partita terminata ai tempi supplementari; ‡ - partita terminata ai tiri di rigore

### Pandemia di COVID-19
Le misure di contenimento della pandemia di COVID-19 del 2020 in Italia varate dal Governo Conte II il 4 marzo hanno costretto la FISG a cambiare radicalmente il calendario dei play-off. Il 5 marzo, infatti, la federazione, decise di bloccare fino al 17 marzo tutta l'attività giovanile, la IHLW e la IHL-Division I, sia per le partite che per gli allenamenti. Delle gare di semifinale dei play-off, la cui disputa era prevista tra il 4 e l'8 marzo, venne regolarmente giocata solo gara 1 della sfida tra EV Bozen Eagles e Valdifiemme, giocata il 4. Tutte le altre gare vennero rinviate a data da destinarsi.
L'aggravarsi della situazione e le ulteriori misure restrittive prese nei giorni successivi, spinsero la federazione a cancellare il campionato, senza assegnare il titolo italiano.

### Incontri

#### Semifinali

##### Gara 1
| Arbitri: | Leandro Soraperra Federico Rivis |

|                           |           | |
| Gasperini (Trettel) 24:44 | Marcatori | 13:21 Furlani (Bettarini) 30:29 Bettarini (Furlani, Callovini) 35:08 Caumo (Callovini) 45:16 Caumo 47:36 Caumo (Bertoluzzo) 48:17 Callovini (Furlani, Bettarini) 49:21 Furlani (Fox) |

Tutti gli altri incontri vennero dapprima rimandati, poi definitivamente cancellati.